# Сарымолдаева
Аул Сарымолдаева (каз. Сарымолдаев, до 1992 г. — Кузьминка) — село в Меркенском районе Жамбылской области Казахстана в 5 км от районного центра. Административный центр Сарымолдаевского сельского округа. Код КАТО — 315445100.
Названо в честь Кабылбека Сарымолдаева.
Село образовалось в 1886 году в период русской колонизации. В 1892 году числилось 30 семей, 189 человек обоего пола.
В 1927 году Николай Васильевич Косенко организовал в Кузьминке товарищество по совместной обработке земли, ставшее в 1929 году колхозом «Красный Восток» (существовал до 1997 года). В 1955 году село передано из Меркенского в Ойталский сельский совет. С 1957 года - административный центр Кузьминского сельсовета.

## Население
Согласно переписи 1989 года - 4364 жителя. В 1999 году население села составляло 8241 человек (4052 мужчины и 4189 женщин). По данным переписи 2009 года, в селе проживали 8422 человека (4212 мужчин и 4210 женщин).

## Знаменитые уроженцы и земляки
- Николай Васильевич Косенко - Герой Социалистического Труда.
- Абдуллаева, Тамара Тахминдаровна - Герой Социалистического Труда.
- Мусабекова Газиза Шамшидиновна - судья Верховного суда Казахстана.
- Боровых, Андрей Иванович - Герой Социалистического Труда.